# NGC 475
NGC 475 é uma galáxia elíptica (E) localizada na direcção da constelação de Pisces. Possui uma declinação de +14° 51' 42" e uma ascensão recta de 1 horas, 20 minutos e 01,9 segundos.
A galáxia NGC 475 foi descoberta em 3 de Novembro de 1864 por Albert Marth.